# Zbigniew Mikołejko

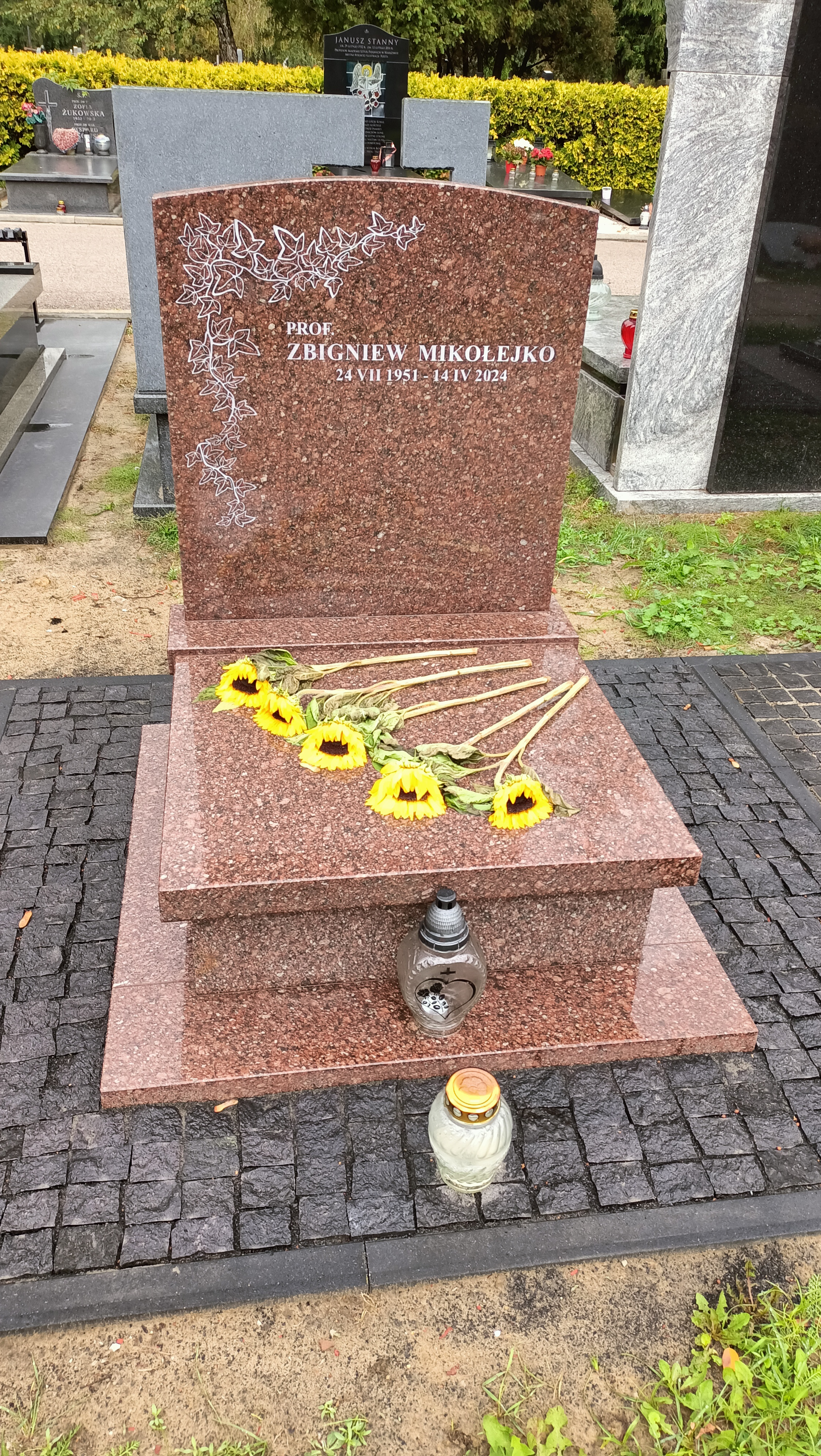
Grób Zbigniewa Mikołejko na cmentarzu Wojskowym na Powązkach

Zbigniew Czesław Mikołejko (ur. 24 lipca 1951 w Lidzbarku Warmińskim, zm. 14 kwietnia 2024 w Warszawie) – polski intelektualista: filozof religii, historyk religii, eseista, poeta, pedagog, profesor doktor habilitowany nauk humanistycznych w zakresie filozofii.

## Życiorys
Absolwent Uniwersytetu Warszawskiego. W 1986 doktoryzował się w Instytucie Filozofii i Socjologii Polskiej Akademii Nauk na podstawie pracy Katolicka filozofia kultury w Polsce w epoce modernizmu (1895–1918). Habilitował się tamże w 1999 na podstawie monografii Mity tradycjonalizmu integralnego. Julius Evola i kultura religijno-filozoficzna prawicy. W latach 2010–2018 profesor nadzwyczajny w tym Instytucie. Od 2019 był profesorem.
Kierownik Zakładu Badań nad Religią i profesor w Instytucie Filozofii i Socjologii PAN w Warszawie, członek Amerykańskiej Akademii w Rzymie (1996) oraz Towarzystwa Naukowego Warszawskiego (2020), profesor Warszawskiej Wyższej Szkoły Humanistycznej im. Bolesława Prusa (2001–2011), wykładał również filozofię i logikę w Wyższej Szkole Informatyki Stosowanej i Zarządzania w Warszawie, a także wstęp do wiedzy o religii na Podyplomowym Studium Wiedzy o Kulturze przy Instytucie Badań Literackich Polskiej Akademii Nauk.
W 2014 odznaczony został srebrnym medalem „Zasłużony Kulturze Gloria Artis”. 13 sierpnia 2023 otrzymał tytuł Honorowego Obywatela Lidzbarka Warmińskiego.
Został pochowany na cmentarzu Wojskowym na Powązkach w Warszawie. Deklarował się jako agnostyk.

## Publikacje naukowe
Opublikował ponad 800 tekstów, z których wiele wydane zostało w językach: angielskim, francuskim, hiszpańskim, niemieckim, portugalskim, rosyjskim, ukraińskim i włoskim.

### Książki
- Katolicka filozofia kultury w Polsce w epoce modernizmu (1987),
- Kim jestem dla ciebie... (1987, antologia),
- Elementy filozofii (siedem wydań, 1998–2008);
- Mity tradycjonalizmu integralnego. Julius Evola i kultura religijno-filozoficzna prawicy.. Warszawa: Wydawnictwo IFiS PAN, 1998.
- Emaus oraz inne spojrzenia do wnętrza Pisma (1998),
- Księga Jana Ewangelisty [Wprowadzenie, tłumaczenie, komentarz] (1998, insert miesięcznika „Społeczeństwo Otwarte”, nr 4),
- Żywoty świętych poprawione (2001; Nagroda Księgarzy „Warszawska Premiera Literacka”, czerwiec 2001; wznowienia – 2004, 2011; edycja dźwiękowa w wersji dla niewidomych – 2002),
- Śmierć i tekst. Sytuacja ostateczna w perspektywie słowa (2001),
- Смерть і текст. Остаточна ситуація в перспективі слова, пер. Антон Марчинський (2013),
- W świecie wszechmogącym. O przemocy, śmierci i Bogu (2009),
- We władzy wisielca, t. 1: Z dziejów wyobraźni Zachodu (2012, wyróżnienie „za wysoką kulturę edytorską i ważne treści merytoryczne” podczas Poznańskich Dni Książki Naukowej – 2013; Nagroda „Pióro Fredry”, równorzędnie z pięcioma innymi publikacjami, za Najlepszą Książkę Roku na Wrocławskich Targach Książki – 2013; tłumaczenie włoskie części 1 – 2015[11]),
- We władzy wisielca, t. 2: Ciemne moce, okrutne liturgie (2014, Nagroda w konkursie Academia 2015 za Najlepszą Publikację Akademicką w Dziedzinie Nauk Humanistycznych i Społecznych; nominacja do Nagrody im. Jana Długosza – 2015).
- Żywoty świętych poprawione ponownie (2017),
- Między zbawieniem a Smoleńskiem. Studia i szkice o katolicyzmie polskim ostatnich lat (2017),
- Prowincje ciemności. Eseje przygodne (2018).

### Wywiad-rzeka
- Jak błądzić skutecznie. Prof. Zbigniew Mikołejko w rozmowie z Dorotą Kowalską (2013).

### Współautor prac zbiorowych
- Licytacja. Szkice o nowej prozie (1981),
- Filozofia i myśl społeczna Jana Pawła II (1983),
- Katolicka filozofia kultury w Polsce (1987),
- Apokalipsy i kultury (1997),
- Strategie śmierci – formy umierania. Świadectwa literackie i kulturoznawcze (2004),
- Pluralizm religijny: moda czy konieczność? (2005),
- Encyklopedia szkolna WSiP. Literatura. Wiedza o kulturze (2005),
- Ucieleśnienia. Ciało w zwierciadle współczesnej humanistyki (2007),
- Emigranci (2008),
- Oblicza religii i religijności (2008),
- Przyszłość tradycji (2008).
- Spektakle zmysłów (2010),
- Kulturofilia jest legalna (2011),
- Instytucje: konflikty i dysfunkcje (2012),
- Leksykon „Lalki” (2012),
- Monstrualność (2012),
- Znaki nadziei dla współczesnego świata (2012),
- Polskie bieguny. Społeczeństwo w czasach kryzysu (2013),
- Children studies jako perspektywa interpretacyjna (2014),
- Polska europejska czy narodowa? (2014),
- Polska-Europa. Wyniki Europejskiego Sondażu Społecznego 2002–2012 (2014),
- Religijność w dobie popkultury (2014),
- Myśląc z Wojtyłą…, (2015),
- Po szczęście do pracy (2015),
- Hortus (In)Conclusus. Polska i Ukraina: rozmowy o filozofii i literaturze (2017),
- Mirosław Bałka. Nerw. Konstrukcja (2017).
- Człowiek w sytuacji nie tylko psychologa. Studia inspirowane teorią Tadeusza Tomaszewskiego (2018),
- Filozofia religii. Kontrowersje (2019),
- Każdemu jego śmietnik (2019),
- Powstanie styczniowe. Reinterpretacje pamięci. Studia (2019),
- Polska-Europa. Wyniki Europejskiego Sondażu Społecznego 2002–2018/19 (2020),
- „Westernisers” and „Narodniks”. Dichotomous Identity-Generating Narratives in the 19th–20th-century Polish and Hungarian Intellectual History (2020),
- Welcome (2022),
- Nekroprzemoc. Polityka, kultura i umarli, (2022), ISBN 978-83-7453-523-6.
- Lem: reaktywacja. Kongres Lemologiczny (2022),
- (Bez-)Nadzieja Kościoła. Wokół Systemu kościelnego Tomasza Polaka (2022)
- Miłość ratująca myślenie (2023).
- Niewierni wierni. Rozmowy o prawdziwym Kościele (2023).

### Twórczość poetycka
- Gorzkie żale (2017),
- Heilsberg, to miasto (2018)[12]
- Kwintet (2019)[13]
- Teraz i zawsze (2022)[14]

## Dokonania
Opatrzył posłowiem lub wstępem dzieła wybitnych teologów, filozofów i historyków – Karen Armstrong, XIV Dalajlamy, Eugena Drewermanna, Hansa Künga, Jacques’a Le Goffa, Margaret Starbird, jak również głośnych powieści o tematyce religijnej (np. był autorem posłowia do Kodu Leonarda Dana Browna) i tomów poetyckich.
Publikował ponadto m.in. na łamach „Borussii”, „Czasu Kultury”, „Dialogu”, „Edukacji Filozoficznej”, „Etyki”, „Gazety Wyborczej”, „Kontekstów”, „Literatury na Świecie”, „Newsweeka”, „Nowych Książek”, „Polityki”, „Przeglądu Filozoficznego”, „Przeglądu Politycznego”, „ResPubliki Nowej”, „Rzeczpospolitej”, „La Sicilia”, „Slavia Meridionalis”, „Społeczeństwa Otwartego”, „Stimmen de Zeit”, „Studi e Materiali di Storia delle Religioni”, „Studiów Religioznawczych”, „Twórczości”, „Tygodnika Powszechnego”, „Uncaptive Minds”, „Więzi”, „Znaku”.
Jest współautorem wszystkich monograficznych tomów serii „Punkt po Punkcie”, wydawanych przez gdańskie wydawnictwo słowo/obraz terytoria: Twarz (2001), Miłość (2002), Dusza (2003), Grzech (2004), Ból (2005), Śmiech (2006), Koniec (2007). Tworzył także poezję. M.in. w 2017 ogłosił zbiór wierszy Gorzkie żale. Rzeczy z lat 2012–2016. Pierwszym recenzentem tej książki był Janusz Drzewucki. W 2019 za tom Heilsberg, to miasto otrzymał nominację do Orfeusza Mazurskiego. Profesor zostawił po sobie wiele niepublikowanych tekstów i projektów książek, o czym pisał Konrad Wojtyła. Jeszcze w 2025 roku zostanie zainicjowane edycja jego nieznanych dzieł.